# Zakir Hussain (musicista)
Zakir Hussain (Bombay, 9 marzo 1951 – San Francisco, 15 dicembre 2024) è stato un musicista indiano, uno dei più noti suonatori di tabla in tutto il mondo, ritenuto responsabile di aver rivoluzionato l'utilizzo dello strumento e di aver contribuito in modo significativo alla sua popolarizzazione in tutto il mondo. Collaborò con numerosi artisti della musica indiana e della world music e gli furono assegnate molte onorificenze per la sua attività.

## Biografia
Figlio del musicista Alla Rakha, Zakir Hussain nacque il 9 marzo del 1951 a Mumbai, ed entrò in contatto con la musica iniziando a suonare il pakhawaj all'età di 3 anni assieme a suo padre.
Frequentò la St. Michael's High School di Mahim e successivamente si laureò presso la St. Xavier di Mumbai.
A partire dalla fine degli anni sessanta, periodo in cui si trasferì negli USA, iniziò una fortunata carriera di accompagnatore per vari musicisti. Durante gli anni settanta fu membro del gruppo fusion Shakti assieme a John McLaughlin e dei Diga Rhythm Band assieme a Mickey Hart dei Grateful Dead. Sempre assieme a McLaughlin e Hart, registrò, nel 1987, Making Music, fra i suoi album più apprezzati e considerato una pietra miliare della fusion grazie all'incorporazione dell'influenza della musica indiana. Nel 1988 ricevette il Padma Shri mentre nel 1990 gli furono assegnati il Premio Accademico Sangeet Natak, il Maharashtra Gaurav Puraskar e il National Endowment for the Arts. Nel 1991 partecipò alle sessioni di Planet Drum di Hart, disco che si aggiudicò un Grammy Award nel 1992 come miglior album world music.
Nel 1999 fondò i Tabla Beat Science assieme a Bill Laswell. Nel mentre compose anche le musiche per molti film fra cui Apocalypse Now (1979) di Francis Ford Coppola, Il piccolo Buddha (1993) di Bernardo Bertolucci e per altre pellicole dirette da Shaji N. Karun, Sai Paranjpye, Ismail Merchant e Aparna Sen. Nel 2002 ricevette il Padma Bhushan dal governo indiano. Il suo Global Drum Project (2007) fu premiato come miglior album di world music contemporanea alla cerimonia dei Grammy Awards 2009. Nel 2016, Zakir Hussain fu tra i molti musicisti invitati dal presidente Barack Obama alla Giornata Internazionale del Jazz tenuta alla Casa Bianca. L'artista collaborò con molti fra i protagonisti della musica indostana fra cui Ravi Shankar, Vilayat Khan, Ali Akbar Khan, Hariprasad Chaurasia, Shivkumar Sharma, Bhimsen Joshi e Jasraj e partecipò a numerosissimi concerti, giungendo a esibirsi in 150 performance dal vivo all'anno negli USA e in Europa.
Morì a San Francisco il 15 dicembre 2024 per complicazioni dovute a una fibrosi polmonare idiopatica all'età di 73 anni.

## Discografia parziale
- 1971 – Shanti
- 1979 – Morning Ragas (con Vasant Rai)
- 1987 – Making Music
- 1988 – Tabla Duet (con Alla Rakha)
- 1989 – Venu
- 1989 – Together (con Alla Rakha)
- 1989 – Raga Marwa & Misra Desh (con Brij Narayan)
- 1989 – Sitar & Tabla (Classical Instrument) (con Shahid Parvez)
- 1990 – The Heavenly Sound of Santoor (con Shivkumar Sharma)
- 1990 – The One and Only (con Adnan Sami)